# Teutoniaklippen und Teutonia
Koordinaten: 51° 35′ 38″ N, 9° 1′ 13″ O

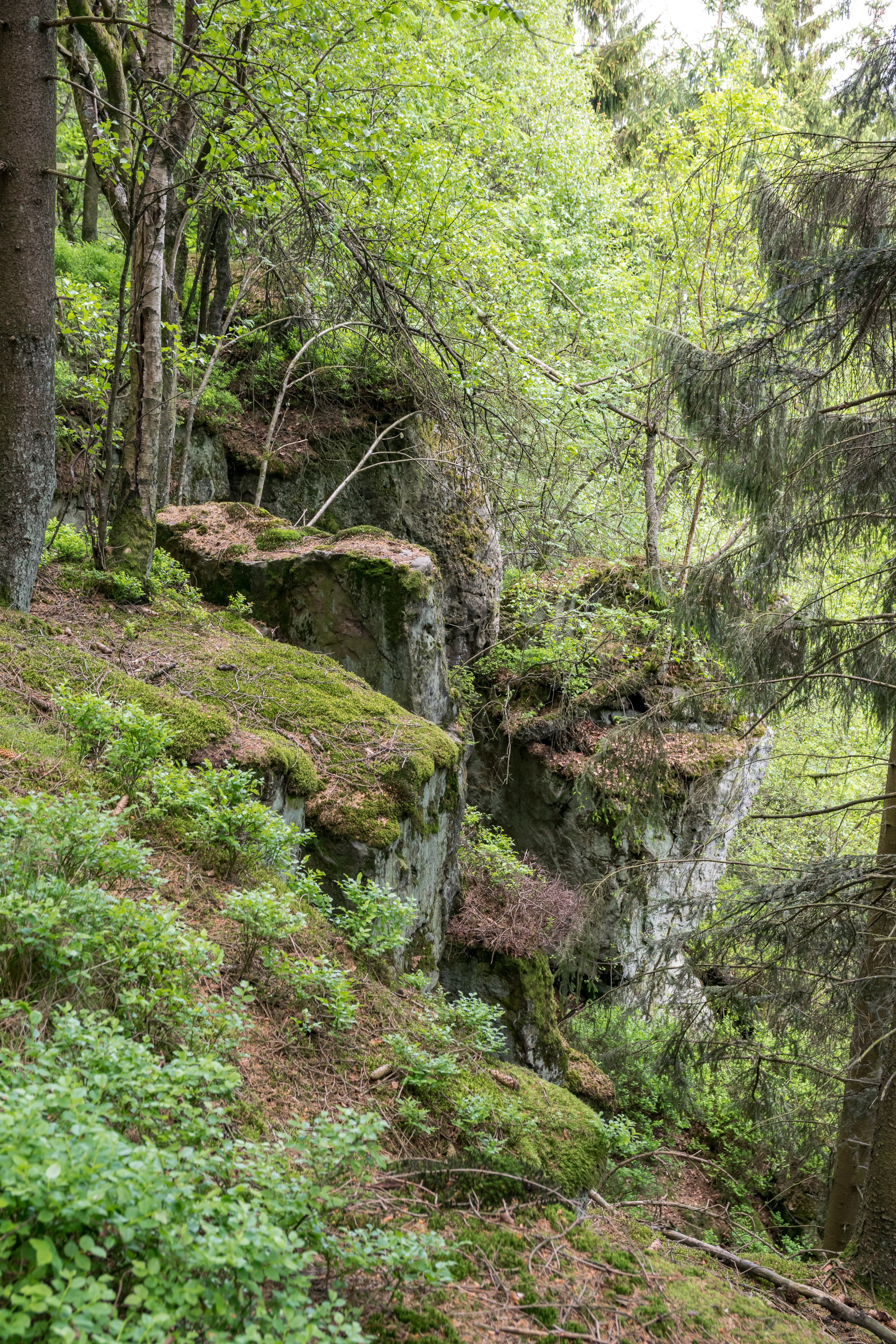
Naturschutzgebiet Teutoniaklippen und Teutonia (Mai 2017)

Das Naturschutzgebiet Teutoniaklippen und Teutonia liegt auf dem Gebiet der Stadt Willebadessen im Kreis Höxter in Nordrhein-Westfalen.
Das Gebiet erstreckt sich südlich der Kernstadt Willebadessen. Westlich des Gebietes verläuft die Landesstraße L 763 und östlich die L 828.

## Bedeutung
Das etwa 78,3 ha große Gebiet mit der Schlüssel-Nummer HX-063 steht seit dem Jahr 2002 unter Naturschutz. Schutzziele sind: 
- die Entwicklung zusammenhängender, großflächiger und naturnaher Laubholzbestände,
- die Erhaltung und Entwicklung von naturnahen Buchen - und Hangschuttwäldern durch natürliche Weiterentwicklung,
- Schutz und Erhaltung von natürlichen Felsklippen,
- Schutz, Erhalt und Wiederherstellung von bachbegleitenden Erlenwäldern als Lebensraum spezialisierter und typischer Lebensgemeinschaften,
- der Schutz der zahlreichen Quellen und
- die Umwandlung der angrenzenden Fichtenforste in naturnahe Wälder.[2]